# Leoš Středa
Leoš Středa (ur. 5 lipca 1963 w Pradze, zm. 31 marca 2022 w Neprobylicach) – czeski lekarz i przedsiębiorca. Zajmował się obesitologią, leczeniem redukcyjnym, a także rozwojem urządzeń i preparatów medycznych i kosmetycznych. Był popularyzatorem zdrowego odżywienia, dietetyki, medycyny estetycznej i kosmetyki. 
Ukończył studia medyczne na Pierwszym Wydziale Lekarskim Uniwersytetu Karola (UK). Na tej samej uczelni był zatrudniony jako pracownik naukowy. W 2008 r. na Filipinach został pasowany na rycerza Zakonu Joségo Rizala.

## Książki
- Ženy chtějí být krásné aneb Moderní trendy v kosmetice (1993)
- Jak omládnout o šest až osm let: Face-building (1994)
- A už dosť: Zápisník pre zdravie a štíhlosť (1995)
- Učebnice kosmetiky (1996, 1997, 1998, 1999, 2000)
- Univerzita hubnutí (2005, 2009)
- Vybrané kapitoly o zdraví (współautorstwo, 2010)
- eHealth a telemedicína (współautorstwo, 2011)
- Jose Rizal – oftalmolog a národní hrdina Filipín (2011)
- Učebnice české frazeologie a reálií pro Filipínce = Aklat-aralin ng Tsek prasiyolohiya at realia para sa Pilipino = Czech phraseology and realia for Filipinos (2013)
- Nebezpečný svět kalorií (2013)
- Obézní pacient v interdisciplinárním pohledu (współautorstwo, 2013)
- eHealth a telemedicína (współautorstwo, 2016)